# Cameron Mackay
Cameron Mackay (* 9. Dezember 1996 in Inverness) ist ein schottischer Fußballtorhüter, der bei den Brora Rangers unter Vertrag steht.

## Karriere
Cameron Mackay begann seine Karriere in der Jugend von Inverness Caledonian Thistle. Für den Verein aus den Highlands spielte der Torhüter bis zum Jahr 2015 in der Youth Academy. Sein Debüt bei den Profis gab Mackay am 24. Mai 2015, dem letzten Spieltag der Scottish Premiership 2015/16 gegen Celtic Glasgow. Bei der 0:5-Niederlage in Glasgow wurde er in der 73. Minute für Ryan Esson eingewechselt.

## Erfolge
mit Inverness Caledonian Thistle:
- Schottischer Pokalsieger: 2015